# Dalberger Hof (Bensheim)

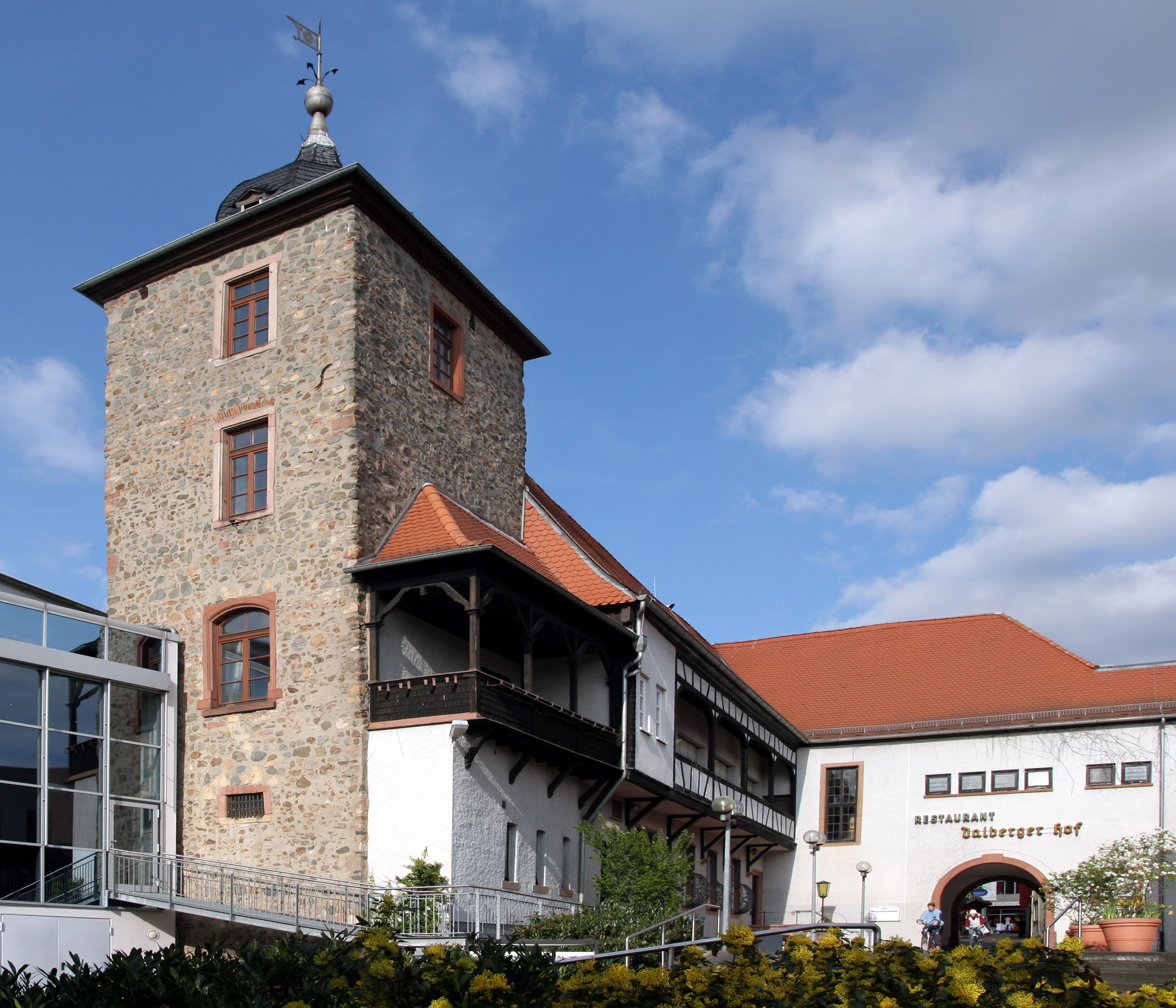
Der Dalberger Hof in Bensheim

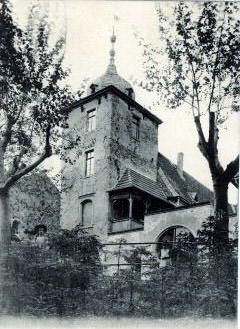
Der Dalberger Hof im Jahr 1906

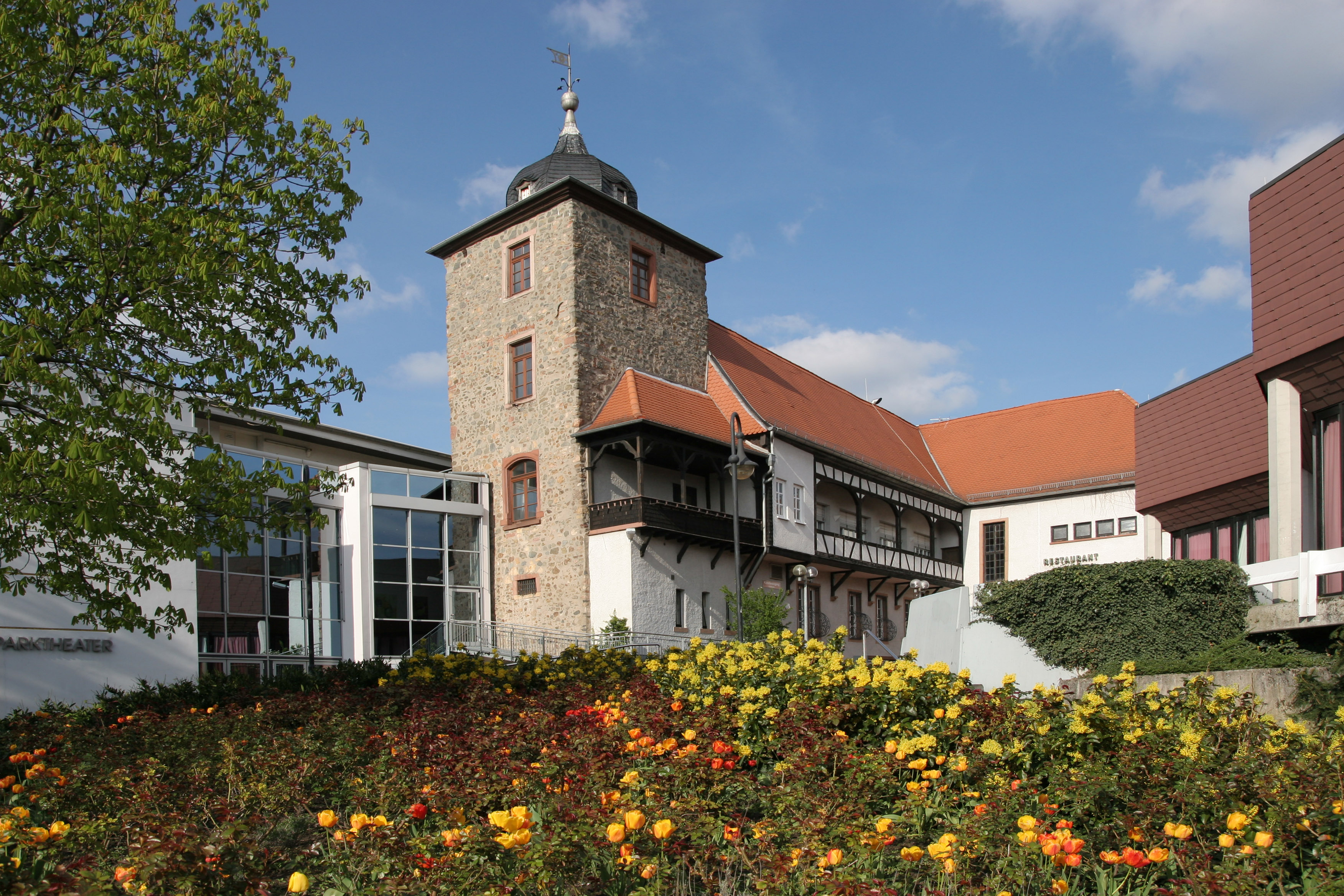
Der Dalberger Hof. Links das angrenzende Parktheater. Rechts das Bürgerhaus der Stadt Bensheim

Der Dalberger Hof ist ein unter Denkmalschutz stehendes Kulturdenkmal in Bensheim an der Bergstraße. Es handelt sich dabei um einen alten Adelshof der Familie Dalberg.

## Geschichtliches und Gegenwart
Der Dalberger Hof befindet sich in der Dalberger Gasse 15, unmittelbar an der nordwestlichen ehemaligen Bensheimer Stadtmauer. Teile der alten Stadtmauer wurden in den Adelshof mit eingebaut. Direkt an das Gebäude grenzt das Parktheater, das an Teile des Gebäudes stößt. Der Dalberger Hof wurde wahrscheinlich 1586/87, zusammen mit dem mittlerweile in das Gebäude integrierten Stadtmauerturm, erbaut. Die ehemaligen Besitzer des Hofes, die Familie Dalberg, waren in Bensheim seit dem 15. Jahrhundert begütert. Im Laufe der Geschichte wurde der Dalberger Hof mehrfach umgebaut und verschiedenartig genutzt. So wurden in der Zeit von 1852 bis zur Einweihung der Michaelskirche 1863 evangelische Gottesdienste abgehalten. Eine evangelische Schule wurde 1858 eingerichtet. 1866 ging der Dalberger Hof dann in den Besitz der Stadt Bensheim über, die das Gebäude lange Zeit als Zollamt nutzte. Der Umbau zu einem Restaurant erfolgte in den 1950er Jahren. Im Obergeschoss des Gebäudes wurde im Rahmen der Umbaumaßnahmen der sogenannte Wappensaal durch Franz Freyer neu gestaltet. Der Saal wird für verschiedene Veranstaltungen genutzt.

## Aufbau
Der Dalberger Hof ist ein langgestrecktes zweigeschossiges Gebäude. An der Südseite befindet sich eine konsolgestützte offene Fachwerkgalerie. Der vorstoßende Südflügel des Gebäudes ist mit einem mit Rundbogenportal versehen. Das Gebäude, als auch für das Stadtbild von Bensheim prägend ist, ist der im Westen vorgelagerte, dreigeschossige Stadtmauerturm. Er ist in Sichtmauerwerk ausgeführt und trägt seit dem 18. Jahrhundert eine geschweifte mit Schiefer gedeckte Haube und eine Wetterfahne. Der Turm hat einen eigenen in Fachwerk ausgeführten Laubengang. Die mit Sandstein eingefassten Fensteröffnungen stammen aus der jüngeren Vergangenheit. An der Nordseite des Turmes ist ein Bensheimer Grenzstein von 1517 eingemauert, der allerdings durch das Parktheater verdeckt ist.